# Glochidio (botanica)

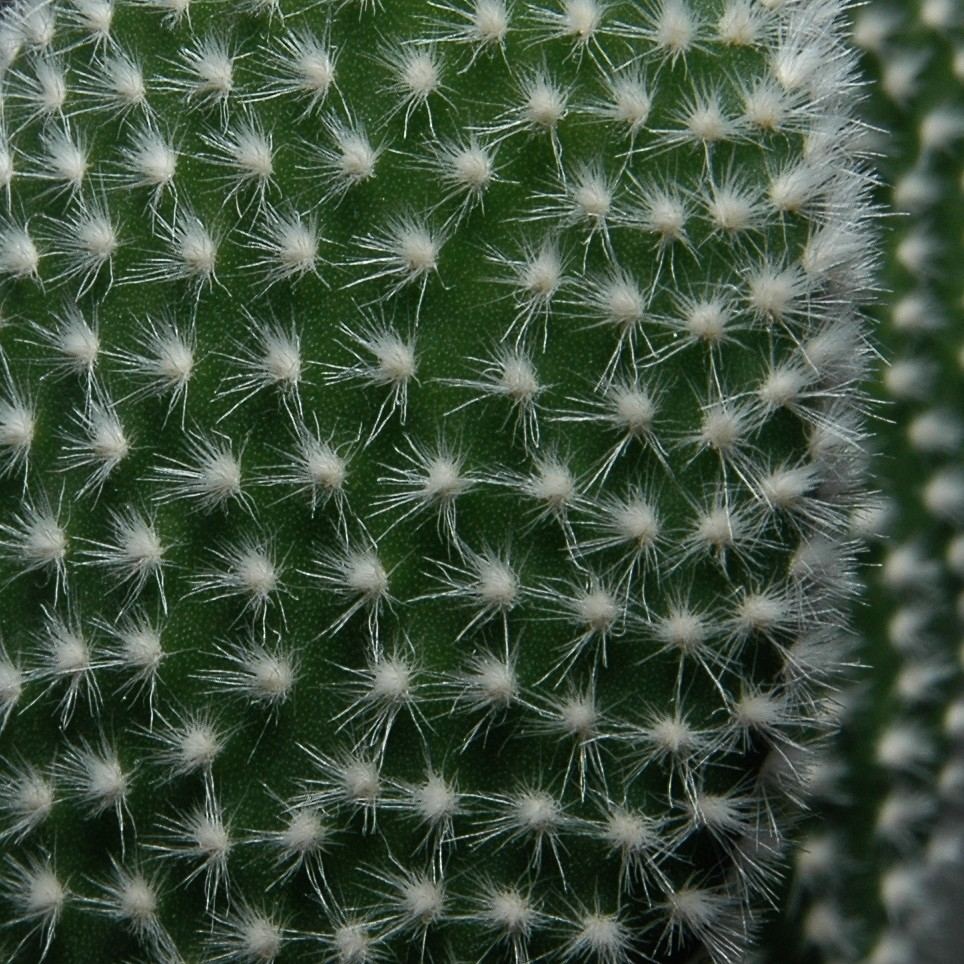
Primo piano dei glochidi di Opuntia sp.

I glochidi sono delle minute spine setolose che originano dalle areole di alcune Cactaceae, in particolare del genere Opuntia.
In caso di contatto accidentale si staccano molto facilmente dalla pianta e si infilzano sulla cute, causando irritazione.

## Dermatite irritante meccanica da contatto (MICD)
La MICD (Mechanical Irritant Contact Dermatitis) è la dermatosi vegetale più comune.

### Reazione ai glochidi
La maggior parte dei cactus possiede spine, alcune abbastanza grandi da causare ferite gravi. I glochidi tuttavia, sebbene più piccoli, comunemente inducono manifestazioni dermatologiche più fastidiose e più persistenti negli esseri umani. Anche se piccoli, i glochidi comunemente sono spinati e una volta penetrati nella pelle, i glochidi spinati sono praticamente impossibili da rimuovere senza lasciare frammenti di materiale estraneo nella ferita.
L'impianto dei glochidi nella pelle talvolta provoca un'irritazione immediata, ma non sempre, come si può dedurre dalla presentazione di pazienti con lesioni granulomatose attorno ai glochidi, pazienti che non ricordano la penetrazione che ha causato la lesione acuta, anche quando è evidente che la ferita è tutt'altro che recente. La distrazione o l'eccitazione potrebbero far sì che la vittima trascuri di sfiorare un cactus e di raccogliere alcune centinaia di glochidi appena visibili. In questi casi, la reazione irritante può avere un esordio ritardato. Shanon ha riferito che spazzolare la sua pelle ascellare con l'Opuntia non ha prodotto sintomi per mezz'ora, ma ha causato per la successiva ora e mezza delle "sensazioni lancinanti". Winer riferisce un'immediata sensazione di bruciore, arrossamento e gonfiore che persisteva da uno a tre giorni se le spine venivano rimosse. A seconda dell'esposizione, possono essere coinvolte aree estese, estendendosi anche al palato duro, alla lingua, alla congiuntiva e alla cornea.
Se i glochidi non vengono rimossi, può verificarsi una risposta che sfocia in una dermatite granulomatosa. Entro 24-72 ore si osserva la comparsa di papule lucide, a cupola, di 2-5 mm, asintomatiche, talvolta eritematose, con un punto nero centrale delle dimensioni di un puntino nella sede della lesione. Possono esserci gruppi di queste papule. Possono verificarsi anche vescicole e pustole e persino ulcerazioni focali. In alcuni casi, la diagnosi può essere fatta facilmente passando le dita sulla zona interessata e palpando i glochidi incorporati.
Se non trattate, queste lesioni possono durare fino a 9 mesi. Una biopsia delle lesioni successive rivela la formazione di granulomi con materiale vegetale incorporato nel derma. I frammenti delle setole uncinate hanno dato reazioni fortemente positive con PAS. La presenza di una lesione del granuloma del cactus è spesso seguita da un'iperpigmentazione postinfiammatoria (lo scurimento della pelle).
Le lesioni penetranti possono introdurre microrganismi patogeni nella ferita. Gli esempi includono Clostridium tetani e Staphylococcus aureus (da spine e aculei), Sporothrix schenckii (da spine di rose, erbe e muschio di sfagno), Mycobacterium kansasii (da more), Mycobacterium marinum (da spine di cactus) e Mycobacterium ulcerans (dalla vegetazione tropicale spinosa).
I glochidi dei fichi d'India (specie Opuntia) possono causare un'eruzione papulare estremamente pruriginosa chiamata dermatite sabra, che può essere facilmente confusa con la scabbia o la dermatite da fibra di vetro.

### Sabra dermatitis

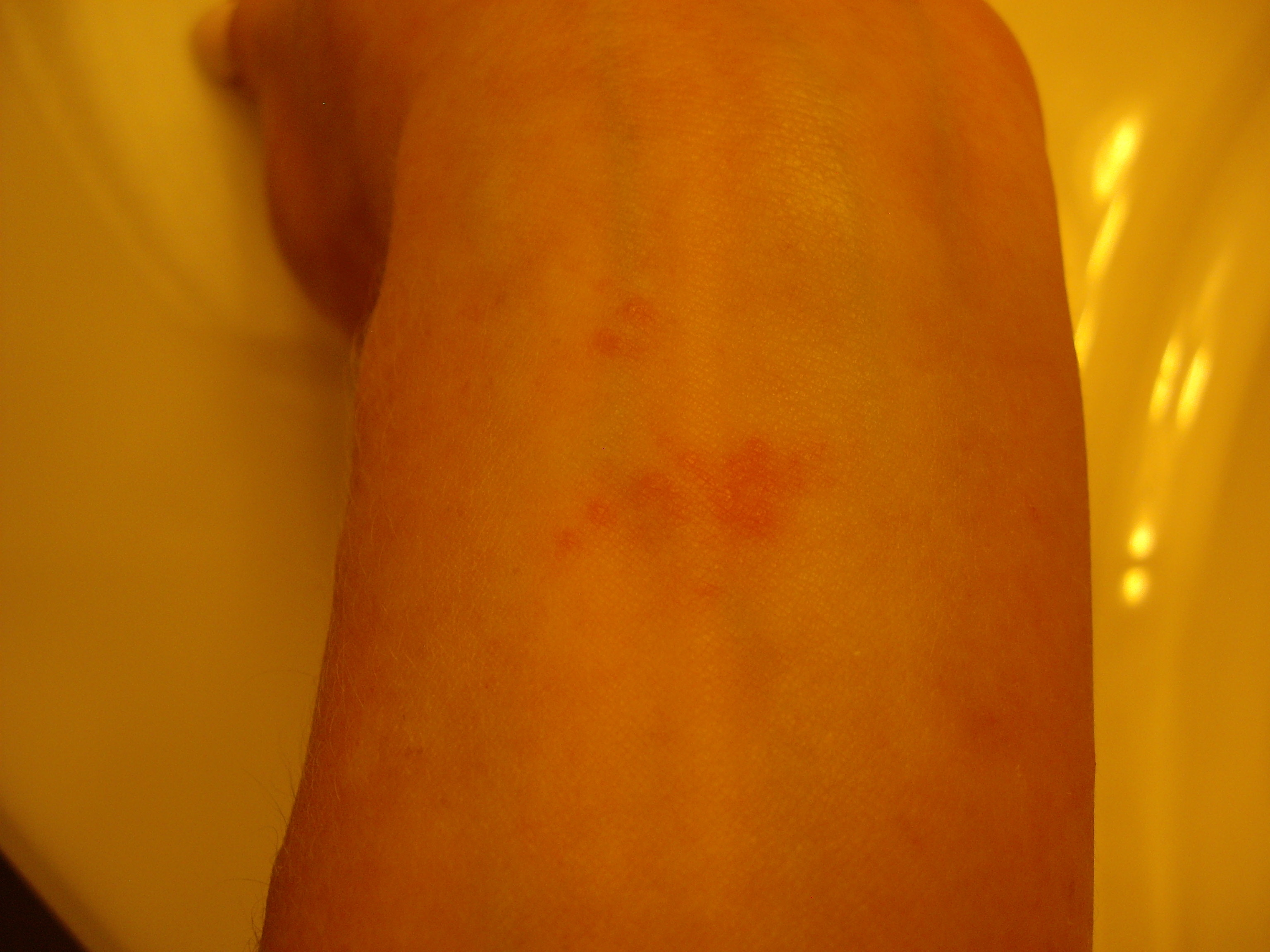
Sabra dermatitis

La reazione cutanea dei raccoglitori del frutto è stata descritta in Israele ed è conosciuta come "dermatite da sabra". Questa condizione è caratterizzata da una reazione papulare o vescicolare che talvolta è simile alla scabbia. È stata anche descritta come simile alla dermatofitosi e alla disidrosi. Occasionalmente vengono colpiti il palato duro (una formazione ossea dotata di un doppio rivestimento) e la lingua. Le aree tipiche di coinvolgimento di questa dermatite irritante includono dita, polsi, genitali, torace e glutei. La biopsia di queste lesioni rivelerà che contengono glochidi. La glochidia può essere trasferita sugli indumenti dei lavoratori e da lì ad altri individui. Si consiglia di raccogliere i frutti solo quando sono bagnati e di interrompere la raccolta quando c'è vento poiché i glochidi possono disperdersi nell'aria.

## Rimozione dei glochidi

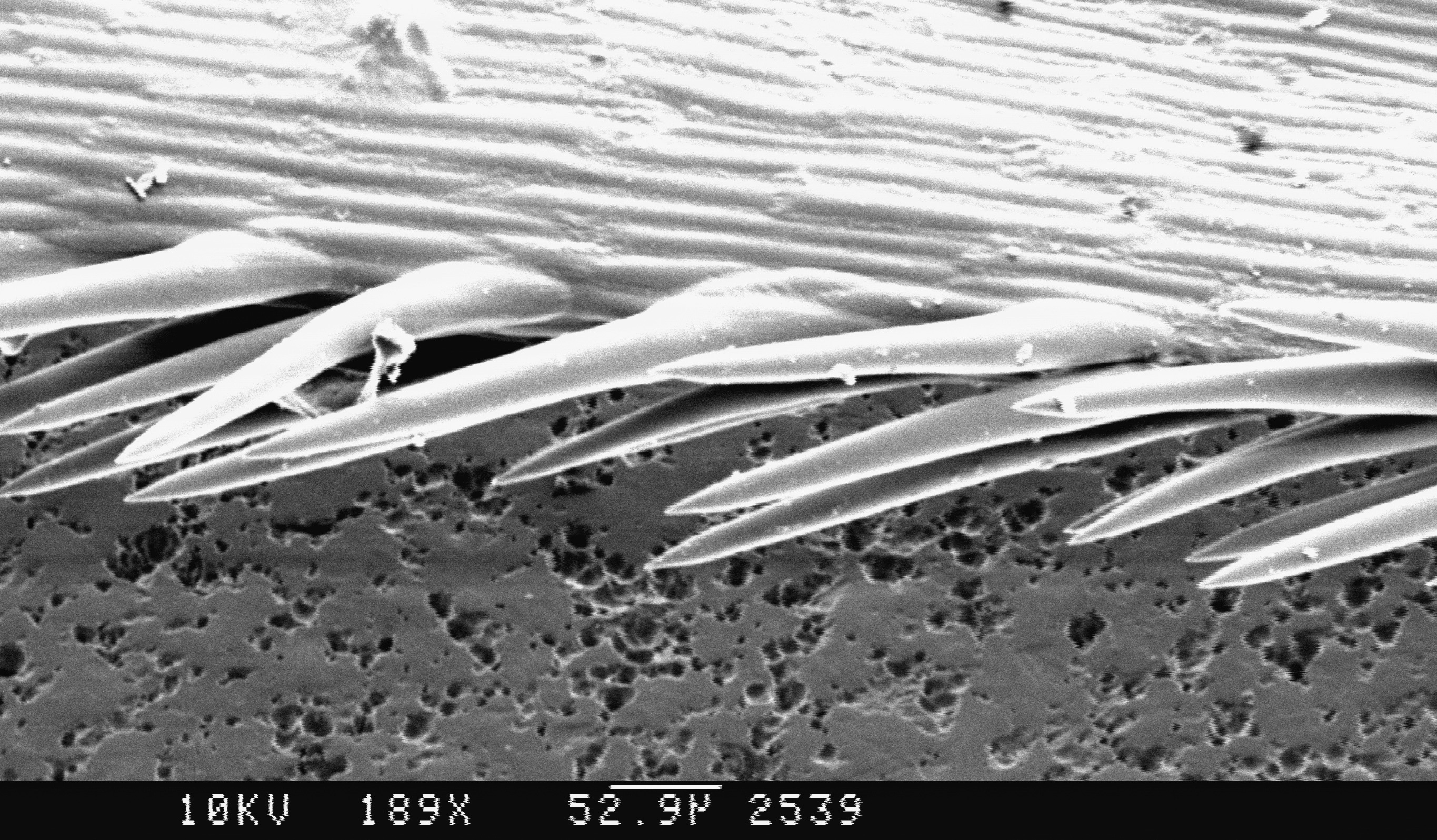
Alcuni glochidi di Hordeum murinum. I glochidi sono appuntiti, il che rende la rimozione alquanto difficile.

Se si lascia che i glochidi rimangano nella pelle, può svilupparsi una dermatite che persisterà per mesi. Può essere utile trattare l'area interessata con un corticosteroide topico. Tuttavia, poiché la presenza di glochidi è il fattore scatenante, la rimozione di queste minuscole spine è generalmente preferibile.
I glochidia possono essere difficili da rimuovere. Strappare le setole può lasciare nella pelle uno o più barbigli di 20-30 micrometri, che in seguito si manifesteranno con la formazione di granulomi. È probabile che i tentativi di aspirare i glochidi provochino il loro attaccamento alla lingua. I metodi più diffusi per rimuovere i glochidi includono lo spargimento di cerotto adesivo sull'area e il suo strappo rapido o l'uso di cera fusa (come viene utilizzata nella depilazione con ceretta). Martinez e altri hanno studiato vari metodi per rimuovere i glochidi dalla pelle di coniglio. Hanno valutato maschera facciale, nastro adesivo, nastro sigillante per pacchi e pinzette seguite da colla. Il metodo più efficace è stato la pinzetta, che ha rimosso il 76% delle spine. Il metodo che utilizzava un sottile strato di colla domestica ricoperto di garza, lasciato asciugare (circa 30 minuti) e poi staccato ha comportato la rimozione del 63% delle spine. Le maschere facciali e i nastri adesivi hanno rimosso rispettivamente circa il 40% e il 30% delle spine dorsali e hanno prodotto maggiore ritenzione e infiammazione tre giorni dopo la rimozione rispetto a nessun trattamento. Applicazioni ripetute di nastro adesivo non hanno migliorato i risultati. Secondo Martinez, il metodo più efficace è quello di utilizzare prima una pinzetta per rimuovere i ciuffi di spine, quindi applicare e rimuovere la colla domestica, ottenendo la rimozione del 95% delle spine.
Scoprire le prime vescicole o pustole può consentire l'estrazione manuale delle spicole. L'ammollo delle papule scoperte può consentire l'estrusione dei glochidi. Una risoluzione più rapida può essere ottenuta rimuovendo le papule. È stato descritto un metodo di trattamento per le papule granulomatose, che prevede l'apertura di esse, la rimozione dei frammenti di glochidi sotto un microscopio da dissezione e successivamente l'immersione della ferita in una soluzione antibatterica.